# Martim-pescador-verde
Guarda-rios-amazónico ou martim-pescador-verde (Chloroceryle amazona) é uma espécie de martim-pescador presente do México à Argentina. Tais aves medem cerca de 29,5 cm de comprimento e se alimentam de peixes e invertebrads aquáticos. Por vezes vezes defecam na água para atrair peixes, que são pescados num mergulho rápido e direto, bantendo-os contra galhos para atordoá-los antes de engolir. O casal constrói o ninho em barrancos no rio, escavando um buraco profundo, onde a femêa põe até 4 ovos, chocados por ambos. Os filhotes nascem após 22 dias, e são alimentados com peixinhos. Também são chamados de ariramba-verde e martim-gravata.